# ريتشي أودي متحف الفن الحديث

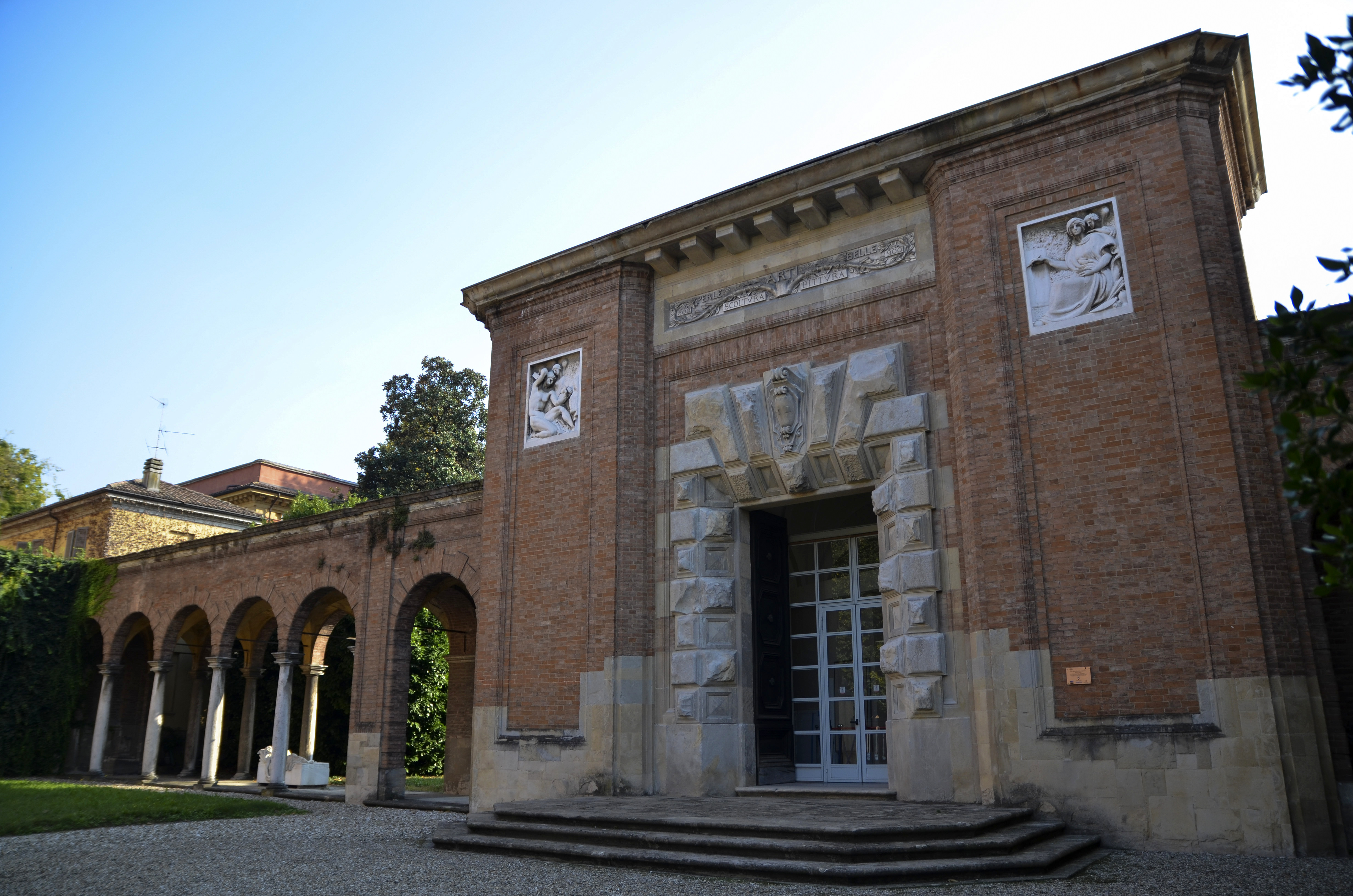
واجهة المتحف.

ريتشي أودي متحف الفن الوطني (بالإيطالية: Galleria darte moderna Ricci Oddi) هو متحف فني يقع في شارع سان سيرو 13 في بياتشينزا، منطقة إميليا رومانيا، إيطاليا. يعرض المتحف مجموعة من الفن الحديث من مائتي عام الماضية.

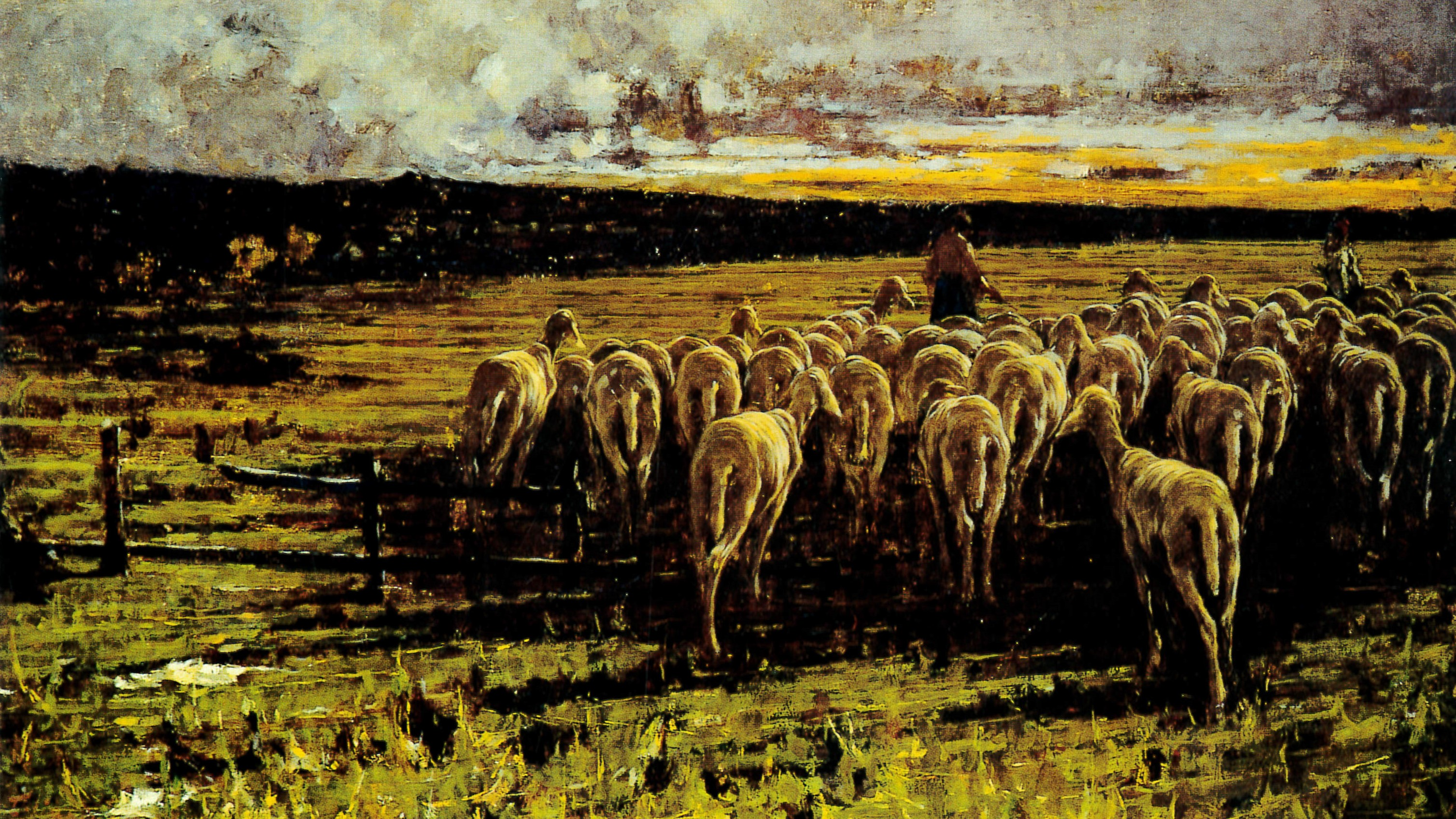
الخراف المحلوقة لِـ فرانشيسكو فيليبيني، زيت على قماش، 130×80 سم، رقم الجرد 115

أولى الأعمال التي اقتُنيت بناءً على رغبة ومكانة الأرستقراطي الثري من بياتشنسا هاوي الجمع جوزيبي ريتشي أودي، وباقتراح من النحات أورستي لابو، كانت الخراف المحلوقة من تنفيذ فرانشيسكو فيليبيني وبعد نوفارا لِـ غايتانو بريفياتي.

## التاريخ
تأسس المعرض في مبناه الخاص بسبب رعاية الفقيه المحلي وجامع التحف، جوزيبي ريتشي أودي (1868 - 1936). تم تشييد المبنى في عام 1931 باستخدام تصميمات جوليو يوليس أراتا على أرض مجاورة لدير غير مكرس، تبرعت به البلدية. لقد توسعت المجموعات على مر العقود. يضم المتحف اليوم حوالي 400 عمل للعديد من الرسامين المحليين، ومعظمهم من الإيطاليين، وبعض الرسامين الدوليين.
ومن بين الفنانين من القرن 19 في جمع وأعمال: فرانشيسكو هايز، فرانشيسكو فيليبيني، جيوسيبب بيليزا دا فولبيدو، جيوفاني سيغانتيني، جيوسيبب أميساني، جيوفاني كارنوفالي، جيرولامو إندونو، جيوفاني فاتوري، سيلفيسترو ليجا، تيليماكو سينيوريني، رافايلو سيرنيسي، جوزيبي أباتي، كريستيانو بانتي، ترانكيلو كريمونا، دانييل رانزوني، لويجي كونكوني، جايتانو بريفياتي، أنجيلو موربيلي، أنطونيو فونتانيزي، فرانسوا أوغست رافير، أنطونيو مانشيني، دومينيكو موريلي، الأخوان باليزي، فرانشيسكو باولو ميشيتي، ستيفانو بروتشي، فرانشيسكو غيثيتي وفيديريكو زاندومينيجي وجوزيبي دي نيتيس.
من بين فناني القرن العشرين في المعرض أعمال: أمبرتو بوتشيوني، جوليو أريستيد سارتوريو، بلينيو نوميليني، ماريو دي ماريا، ميداردو روسو، جياكومو غروسو، أميديو بوتشي، فيليس كارينا، كارلو كارا، بييرو ماروسيغ، أرتورو توسي، ماسيمو كامبيجلي، فيليس كاسوراتي، فيليببو دى بيسيس، فرانشيسكو ميسينا، أدولفو ويلدت، برونو كاسيناري، و أتشيل فوني.

### اللوحة المسروقة
- صورة لسيدة - غوستاف كليمت - في ديسمبر 2019، اكتشف بستاني يزيل اللبلاب من جدران المبنى بابًا صغيرًا خلفه، وعند فتحه، وجد اللوحة ملفوفة في كيس بلاستيكي. من غير المحتمل أن تكون اللوحة قد بقيت هناك منذ اختفائها.[15][16]